# チョウテンガン

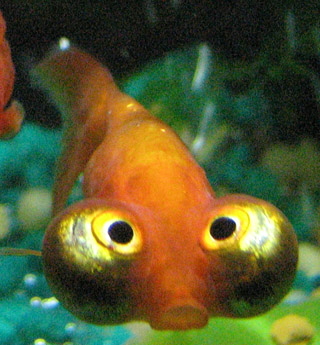
チョウテンガン

チョウテンガン（頂天眼）は、キンギョの一品種。中国産の金魚で、アカデメキンの突然変異から生まれ、眼が頭の頂上にあり、天上を向いている。

## 概要

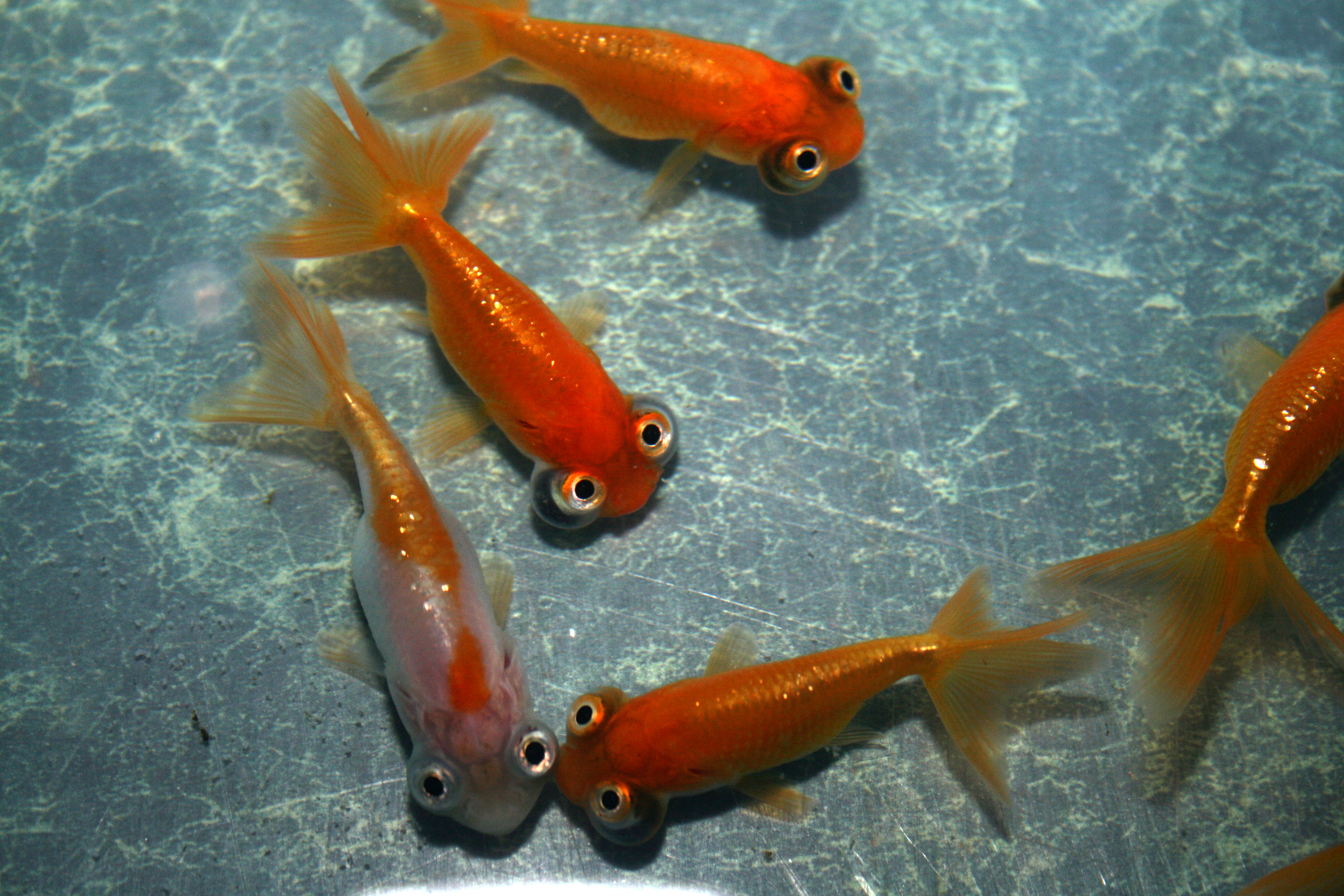
チョウテンガンの群れ

赤デメキンの突然変異を固定化したもので、デメキンとの違いは眼が完全に上を向いているだけでなく、背ビレも欠如している。眼が天を向いているので「頂天眼」と名付けられた。
日本にはあまり輸入されていないが、体色が黒、茶、青、キャリコ柄のチョウテンガンが存在する。これらは黒デメキン、キャリコデメキンからの突然変異であり、中国金魚の専門店で購入ができる。
視力は全く無く、嗅覚を頼りに餌を探す。
全長は20cm。

## 歴史
清時代には存在していたとされる。中国で作出の際、先端がすぼんだ瓶の中で、何代にもわたり飼育したところ、横についていた眼が光を求めて徐々に上に向くようになったという逸話が残っている。
門外不出のキンギョの一種であり、宮廷支配層でスイホウガンと共に飼育され、朝廷から貢物として、贈られた個体を除いて輸出されておらず謎が多い。

## 特徴
最大の特徴は、頂天眼の字のとおり、眼球が上方に向かって出ている。この事から、「セレスティアルアイゴールドフィッシュ（Celestial Eye Goldfish）」の英名が付けられている。
また、背びれがなく、四つ尾で胴は比較的長く、面白い格好をしている金魚である。
原産地の付近では背びれがあるチョウテンガンが飼育されているが、国外への輸出は殆どない。